# Планински горски смок
Планинските горски смокове (Chironius monticola) са вид влечуги от семейство Смокообразни (Colubridae).
Разпространени са в северната част на Андите.
Таксонът е описан за пръв път от американския херпетолог Янис Розе през 1952 година.